# Impatiens tuberculata
Impatiens tuberculata là một loài thực vật có hoa trong họ Bóng nước. Loài này được Hook. f. & Thomson mô tả khoa học đầu tiên năm 1860.